# Chung Chao-cheng

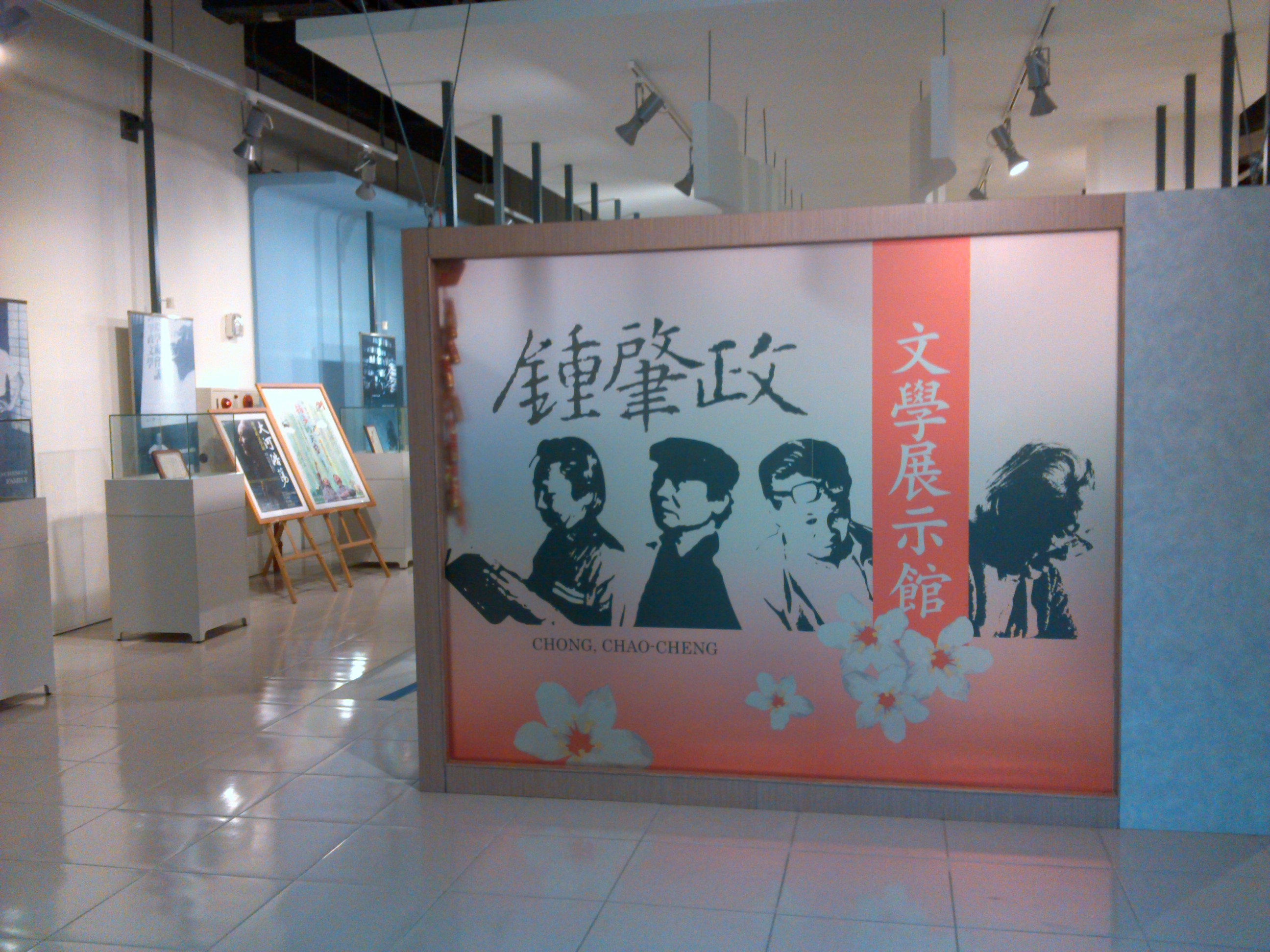
la Liga del Reino Unido, o

Chung Chao-cheng (鍾肇政) (1925-2020), sexta generación de escritores Hakka, nació y creció en Taiwán y se le considera una de las figuras clave de la literatura hsiang-tu (鄉土文學), pionera en el uso de dialectos vernáculos del país.